# Sankt Nikolaus katedral, Miercurea Ciuc
Sankt Nikolaus katedral (rumänska: Catedrala „Sfântul Nicolae”) är en rumänsk-ortodox katedral belägen i staden Miercurea Ciuc i länet Harghita i Rumänien.
Kyrkan är helgad åt Sankt Nikolaus och tillhör Covasnas och Harghitas stift.

## Historik
Sankt Nikolaus katedral i Miercurea Ciuc började att byggas år 1929, då grundstenen lades den 29 september. Katedralen stod klar 1936, då den invigdes den 8 november.

## Katedralen
- Katedralen är byggd i bysantinsk stil.[1][2]
- Byggnaden målades 1936 av Gheorghe Belizarie.[1][2]

## Bilder

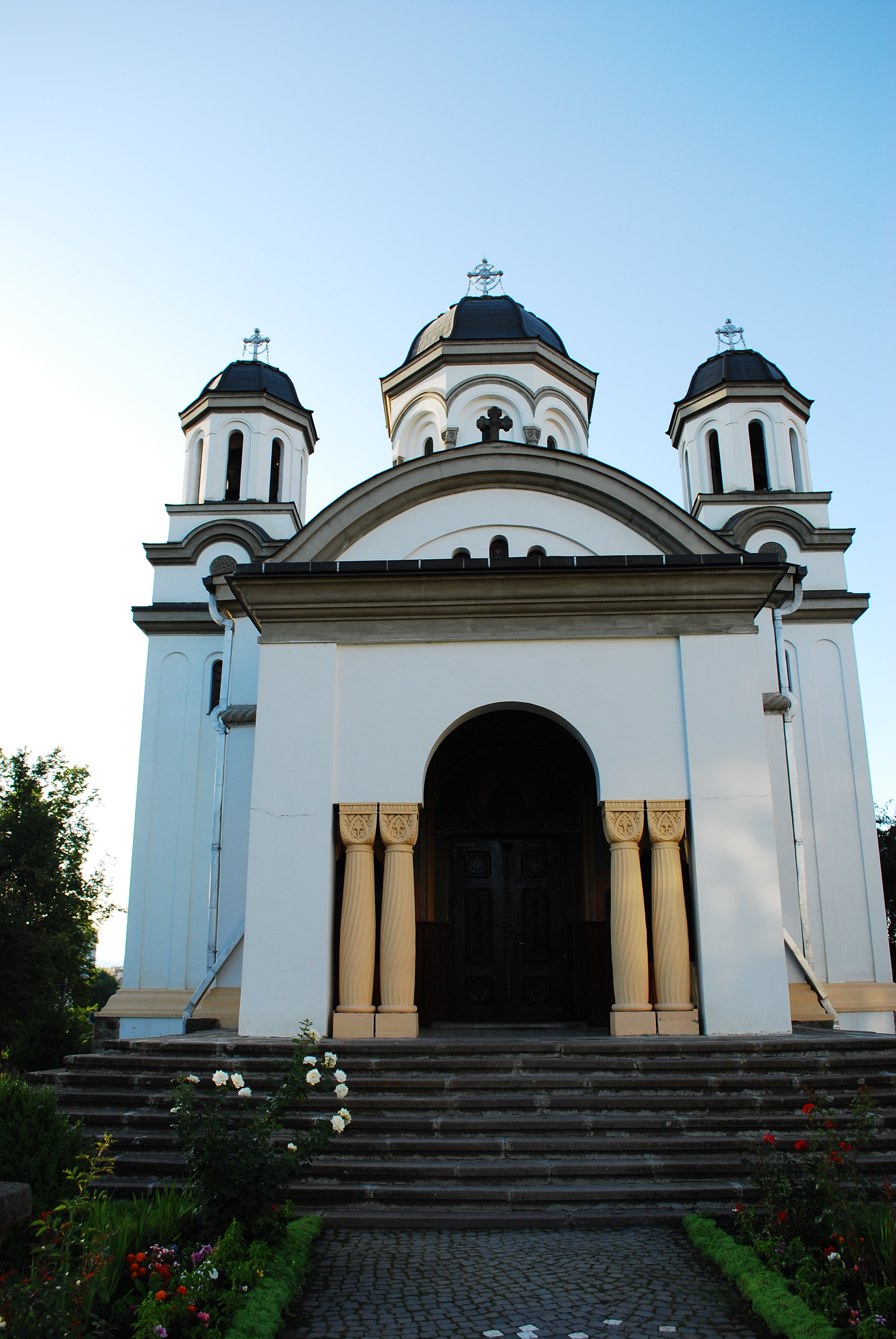
Framsidan och entrén.